# Кралство на свебите
Кралството на свебите също Кралство Галеция (на латински: Regnum Galliciensim; на немски: Königreich der Sueben, Königreich Gallaecia е кралство на територията на римската провинция Галеция и в северната част на провинция Лузитания.

## История
Създадено е около 410 г. от германското племе свеби като „De-facto-кралство“. Съществува до 585 г. След това е завладяно от вестготите и присъединено като тяхна седма провинция в тяхното Толедско вестготско кралство.
Кралството на свебите има за столица Бракара Августа (Bracara Augusta, днес Брага в Португалия). Свебите признават номинално западноримския император и римските войски им помагат в борбата против вандалите. От 429 г. те разширяват територията си. Свебското кралство е унищожено от вестготите и е включването във Вестготското кралство през 585 г. 

## Списък на свебско-галисийските вождове
- Ерменрих/Хермерик, ок. 409 – 438
- Херемигарий, 427 – 429, вожд в Лузитания
- Речила, 438 – 448
- Рехиар, 448 – 456
- Агиулф, 456 – 457, чужденец, вероятно поставен от вестготите
- Малдрас, 456 – 460, гегенкрал от Фрамта сл. 457
- Фрамта, 457
- Рихимунд, 457 – 464, наследник на Фрамта
- Фрумар, 460 – 464, наследник на Малдрас
- Ремизмунд, 464 – 469, наследява Фрумар, отново обединява свебите
- „Тъмън период“
  - Херменерик ок. 485
  - Веремунд ок. 535
  - Теодемунд
- Харарик, ок. 550 – 558/559, съмнително
- Ариамир, 558/559 – 561/566
- Теодемар, 561/566 – 570
- Миро, 570 – 583
- Еборик, 583 – 584, свален и изпратен в манастир от Андека.
- Андека, 584 – 585, свален и изпратен в манастир от Леовигилд
- Маларик, 585, победен от Леовигилд.